# Polopos (kommun)
Polopos är en kommun i Spanien.   Den ligger i provinsen Provincia de Granada och regionen Andalusien, i den södra delen av landet, 400 km söder om huvudstaden Madrid. Antalet invånare är 1 966. Arean är 26,6 kvadratkilometer. Polopos gränsar till Rubite, Órgiva, Torvizcón och Sorvilán. 
Terrängen i Polopos är lite bergig.